# Carlos Alexis Cruz
Carlos Alexis Cruz Castañeda (oft nur kurz Carlos Cruz; * 2. November 1990 in den Vereinigten Staaten) ist ein ehemaliger honduranisch-US-amerikanischer Fußballspieler auf der Position eines Stürmers. Zuletzt spielte er beim CD Motagua in der Liga Nacional de Fútbol de Honduras, der höchsten Fußballspielklasse des Landes.

## Karriere

### Karrierebeginn beim CD Motagua
Der in den Vereinigten Staaten geborene Cruz, der aufgrund seines Geburtslandes sowohl die Staatsangehörigkeit der USA als auch die des Heimatlandes seiner Vorfahren besitzt, kam noch im Nachwuchsalter in die Jugendabteilung des CD Olimpia Tegucigalpa. Nach der U-17-Weltmeisterschaft in Südkorea verließ er den Verein und wechselte zum Stadtrivalen CD Motagua. Nachdem er verschiedene Jugendspielklassen des Vereins durchlaufen hatte, kam er ab der Clausura der Spielzeit 2008/09 zu seinen ersten Einsätzen für das Profiteam in der Liga Nacional de Fútbol de Honduras. Sein Profidebüt gab er dabei am 25. Februar 2009, als er bei der 3:4-Auswärtsniederlage gegen den CD Platense von Beginn an auf dem Rasen stand und in der fünften Spielminute den 1:0-Führungstreffer für sein Team erzielte. Ein weiterer Apertura-Kurzeinsatz folgte, ehe er mit der Mannschaft auf dem achten Tabellenplatz die Saison beendete. Zu lediglich einem Einsatz kam Cruz in der Folgespielzeit der Apertura, der Saison 2009/10, in der er mit dem Team abermals im Halbfinale, diesmal gegen CD Olimpia, scheiterte.
In der Clausura 2010 absolvierte Cruz drei Kurzeinsätze für Motagua, das in der Endtabelle auf dem ersten Tabellenplatz rangierte. In der anschließenden Finalrunde verlor die Mannschaft erst im Finale gegen den CD Olimpia, der damit zum insgesamt 23. Mal den Titel gewinnen konnte. In der Aggregationstabelle stand CD Motagua am Saisonende auf dem ersten Tabellenrang. Aufgrund der noch fehlenden Spielpraxis wurde Cruz beim Profiteam nur selten eingesetzt. Er spielte bis Sommer 2011 in lediglich neun Spielen und erzielte dabei ein Tor, bevor er den Verein verließ.

### International
Im Jahre 2007 wurde Cruz erstmals von Miguel Escalante in Honduras’ U-17-Nationalmannschaft berufen. Mit dem Team nahm er unter anderem an der U-17-Weltmeisterschaft 2007 in Südkorea teil und kam dort in einem Gruppenspiel gegen das U-17-Nationalteam Syriens zu einem  Kurzeinsatz, als er in der 87. Spielminute für Ronald Martínez, mit dem er auch bei Motagua spielt, auf den Rasen des Jeju-World-Cup-Stadions kam. Mit der Mannschaft schied er noch in der Gruppenphase als Letzter der Gruppe C vom laufenden Turnier aus. Insgesamt kam er in seinem einzigen Jahr im U-17-Nationalteam auf zwei Länderspieleinsätze, in denen er allerdings torlos blieb.

## Erfolge
- 1× Vizemeister der Liga Nacional de Fútbol de Honduras: 2009/10 (Clausura)